# Horseshoe Beach
Horseshoe Beach ist eine Stadt im Dixie County im US-Bundesstaat Florida.
Das U.S. Census Bureau hat bei der Volkszählung 2020 eine Einwohnerzahl von 165 ermittelt.

## Geographie
Die Stadt liegt an der Golfküste Floridas und rund 30 Kilometer südwestlich von Cross City sowie etwa 180 Kilometer südöstlich von Tallahassee.

## Demographische Daten
Laut der Volkszählung 2010 verteilten sich die damaligen 169 Einwohner auf 378 Haushalte. Die Bevölkerungsdichte lag bei 338 Einw./km². 100 % der Bevölkerung bezeichneten sich als Weiße. 1,2 % der Bevölkerung bestand aus Hispanics oder Latinos.
Im Jahr 2010 lebten in 9,3 % aller Haushalte Kinder unter 18 Jahren sowie 47,7 % aller Haushalte Personen mit mindestens 65 Jahren. 62,8 % der Haushalte waren Familienhaushalte (bestehend aus verheirateten Paaren mit oder ohne Nachkommen bzw. einem Elternteil mit Nachkomme). Die durchschnittliche Größe eines Haushalts lag bei 1,97 Personen und die durchschnittliche Familiengröße bei 2,54 Personen.
12,4 % der Bevölkerung waren jünger als 20 Jahre, 8,4 % waren 20 bis 39 Jahre alt, 32,0 % waren 40 bis 59 Jahre alt und 47,3 % waren mindestens 60 Jahre alt. Das mittlere Alter betrug 59 Jahre. 49,1 % der Bevölkerung waren männlich und 50,9 % weiblich.
Das durchschnittliche Jahreseinkommen lag bei 41.719 $, dabei lebten 27,2 % der Bevölkerung unter der Armutsgrenze.
Im Jahr 2000 war Englisch die Muttersprache von 100 % der Bevölkerung.

## Hurrikanschäden
Ende August 2023 richtete der Kategorie-4-Hurrikan Idalia, der mit etwa 200 km/h auf die floridanische Nordwestküste traf, schwere Schäden im Ort an. Nach Schätzungen von Anwohnern sind bis zu 60 Häuser komplett zerstört. Häuser, die auf 2,5 Meter hohen Stelzen errichtet waren, sind von der Sturmflut weggerissen worden und verschwunden.

## Sehenswürdigkeiten
Am 25. April 1991 wurde die Garden Patch Archeological Site in das National Register of Historic Places eingetragen.